# Adrián Aranda
Adrián Oscar Aranda (n. Pergamino, Provincia de Buenos Aires, 1 de septiembre de 1977) es un exfutbolista argentino que jugaba como delantero y se retiró en Argentino de Pergamino de Argentina.

## Trayectoria
Arrancó su carrera jugando para el Club Atlético Douglas Haig de Pergamino, equipo en el cual se convirtió en el máximo artillero en la historia. En los años siguientes pasó por otros equipos del interior argentino hasta llegar al Defensa y Justicia, donde tuvo un breve paso.
Posteriormente, en el 2007, se fue al exterior para jugar en Colombia con el Atlético Huila y Deportes Quindío. En el año 2010 regresó a su país, recaló en Talleres de Córdoba para jugar el Torneo Argentino A. 

## Máximo goleador de Douglas Haig
Aranda es el máximo goleador de Douglas en torneos de ascenso, aunque la mayoría de los tantos los convirtió disputando el Torneo Argentino "A". En ese torneo convirtió 62 goles con la camiseta roja y negra. En la Primera "B" Nacional lleva 4 goles hasta la actualidad (23/03/2013) jugando para Douglas.

## Clubes
| Club                    | País      | Año       |
| ----------------------- | --------- | --------- |
| Douglas Haig            | Argentina | 2000-2004 |
| Guillermo Brown         | Argentina | 2005      |
| Douglas Haig            | Argentina | 2005      |
| Independiente Rivadavia | Argentina | 2006-2007 |
| Atlético Huila          | Colombia  | 2007-2008 |
| Defensa y Justicia      | Argentina | 2008-2009 |
| Deportes Quindío        | Colombia  | 2009      |
| Talleres de Córdoba     | Argentina | 2010-2011 |
| Douglas Haig            | Argentina | 2011-2013 |
| Deportivo Maipú         | Argentina | 2013      |
| Estudiantes (RC)        | Argentina | 2014      |
| General Rojo            | Argentina | 2014-2015 |
| Defensores de Salto     | Argentina | 2015      |
| Argentino de Pergamino  | Argentina | 2016      |